# Gerichtsbezirk Fürstenfeld
Der Gerichtsbezirk Fürstenfeld ist ein dem Bezirksgericht Fürstenfeld unterstehender Gerichtsbezirk im Bundesland Steiermark.

## Geschichte
Der Gerichtsbezirk Fürstenfeld wurde durch eine 1849 beschlossene Kundmachung der Landes-Gerichts-Einführungs-Kommission geschaffen und umfasste ursprünglich die 41 Gemeinden Aichberg, Altenmarkt, Aschbach, Bierbaum, Blumau, Buchberg, Burgau (Steiermark), Dietersdorf, Fürstenfeld, Gillersdorf, Großwilfersdorf, Hainersdorf, Hainfeld, Hartl (Gemeinde Übersbach), Hartmannsdorf, Herrnberg, Hochenegg, Ilz, Kalsdorf, Kleegraben, Kohlgraben, Kroisbach, Lindegg, Loipersdorf, Mayerhofen, Mutzenfeld, Nestelbach, Neudorf, Reigersberg, Riegersdorf, Rittschein, Ruppersdorf, Söchau, Speltenbach, Stadtbergen, Stein (Fürstenfeld), Steinbach, Steinbach, Tautendorf, Übersbach und Ziegenberg.
Der Gerichtsbezirk Fürstenfeld bildete im Zuge der Trennung der politischen von der judikativen Verwaltung
ab 1868 gemeinsam mit den Gerichtsbezirken Fehring, Feldbach und Kirchbach den Bezirk Feldbach.
Nach dem Anschluss Österreichs 1939 wurde das Gericht in Amtsgericht Fürstenfeld umbenannt und war nun dem Landgericht Graz nachgeordnet. 1945 erhielt es wieder den Namen Bezirksgericht.
Mit dem 1. Juli 2014 wurde der Gerichtsbezirk Hartberg aufgelöst und die Gemeinden wurden dem Gerichtsbezirk Fürstenfeld zugewiesen.

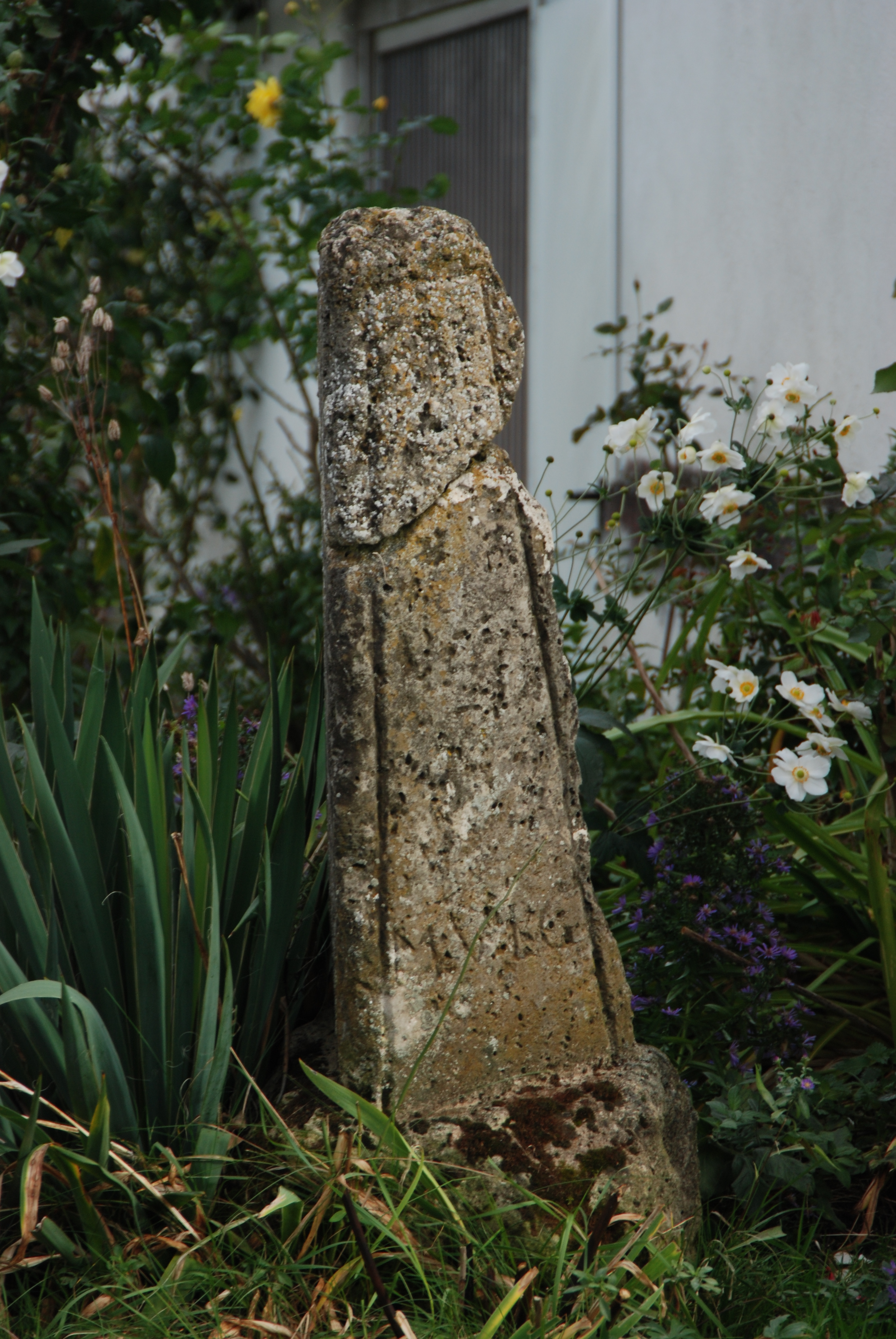
Gerichtsstein Fürstenfeld-Feldbach

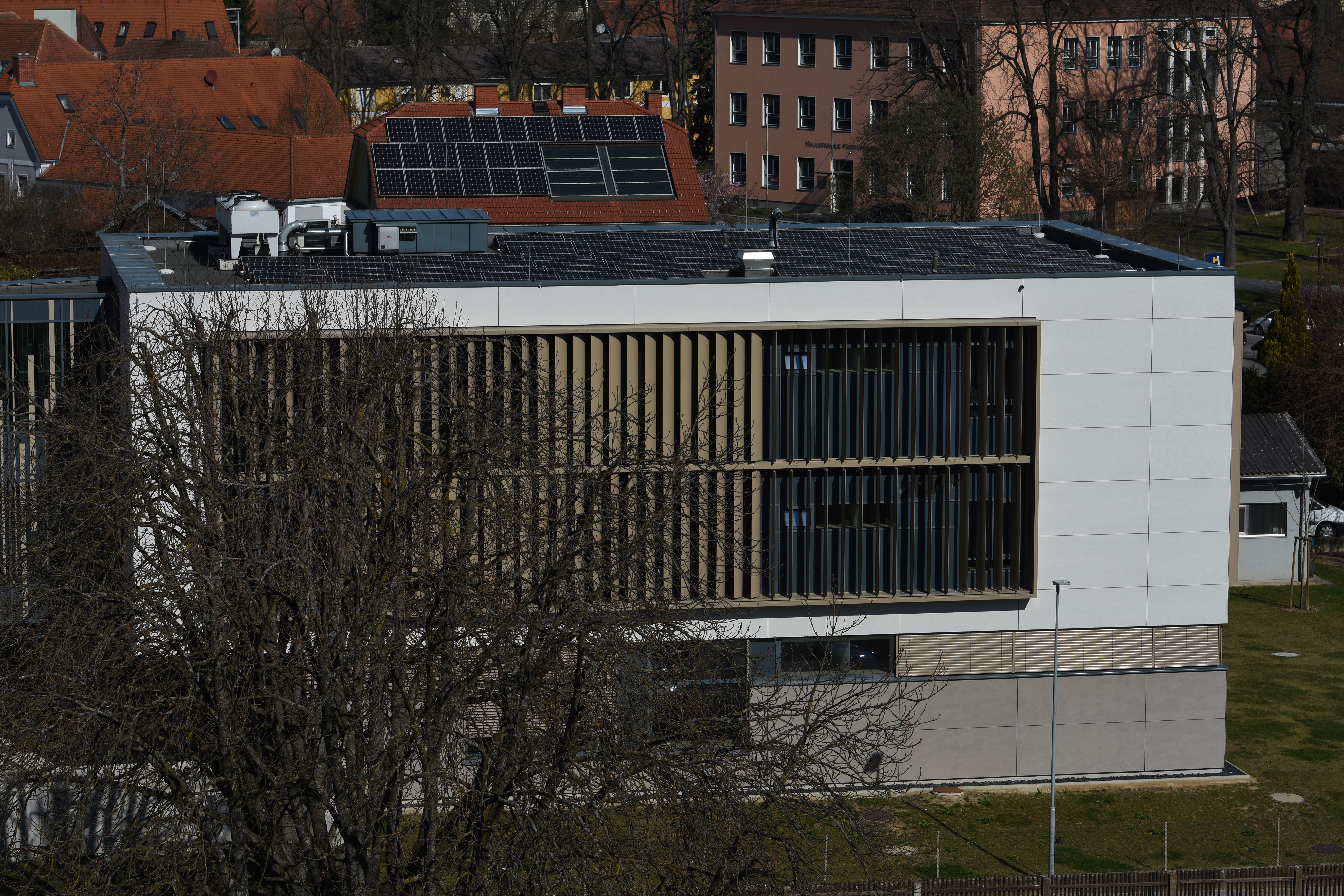
Bezirksgericht Fürstenfeld (2017)

Mit Wirkung ab 1. Jänner 2015 wurde der Gerichtsbezirk aufgrund der Veränderungen im Rahmen der Gemeindestrukturreform in der Steiermark in der „Bezirksgerichte-Verordnung Steiermark 2015“ neu definiert.
Dadurch bekam der Gerichtsbezirk das Gebiet der ehemaligen Gemeinde Hirnsdorf vom Gerichtsbezirk Weiz.

## Gerichtssprengel
Seit Jänner 2015 ist der Gerichtssprengel durch die Gebiete folgender 36 Gemeinden definiert: Bad Blumau, Bad Loipersdorf, Bad Waltersdorf, Buch-Sankt Magdalena, Burgau, Dechantskirchen, Ebersdorf, Feistritztal, Friedberg, Fürstenfeld, Grafendorf bei Hartberg, Greinbach, Großsteinbach, Großwilfersdorf, Hartberg, Hartberg Umgebung, Hartl, Ilz, Kaindorf, Lafnitz, Neudau, Ottendorf an der Rittschein, Pinggau, Pöllau, Pöllauberg, Rohr bei Hartberg, Rohrbach an der Lafnitz, Sankt Jakob im Walde, Sankt Johann in der Haide, Sankt Lorenzen am Wechsel, Schäffern, Söchau, Stubenberg, Vorau, Waldbach-Mönichwald, Wenigzell.
Er ist somit mit dem Bezirk Hartberg-Fürstenfeld deckungsgleich.